# Plačický písník
Plačický písník někdy nazývaný též Plačický rybník je vodní plocha o rozloze 15,86 ha vzniklá po těžbě štěrkopísku ukončené v 80. letech 20. století. Písník se nalézá na katastru obce Plačice v okrese Hradec Králové asi 1,5 km jižně od centra obce u silnice spojující Plačice a Libišany. Písník je využíván jako rybářský revír a v letním období je využíván též pro rekreační koupání.
Břehy písníku jsou mírně šikmé s vysezenými místy. Dno je písčité až štěrkovité. Z ryb se zde loví zejména kapři a dravci.

## Galerie

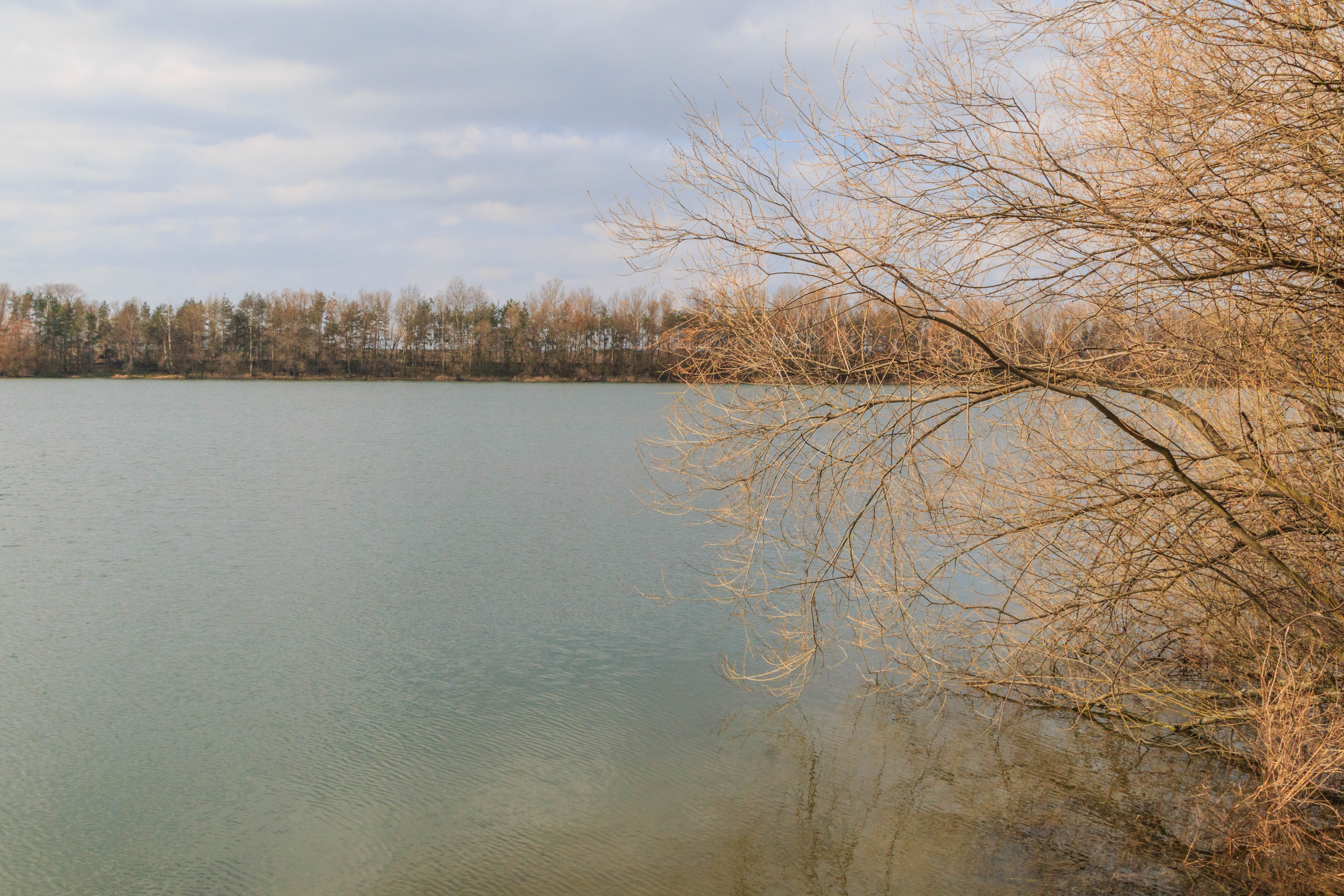
pohledy na Plačický písník
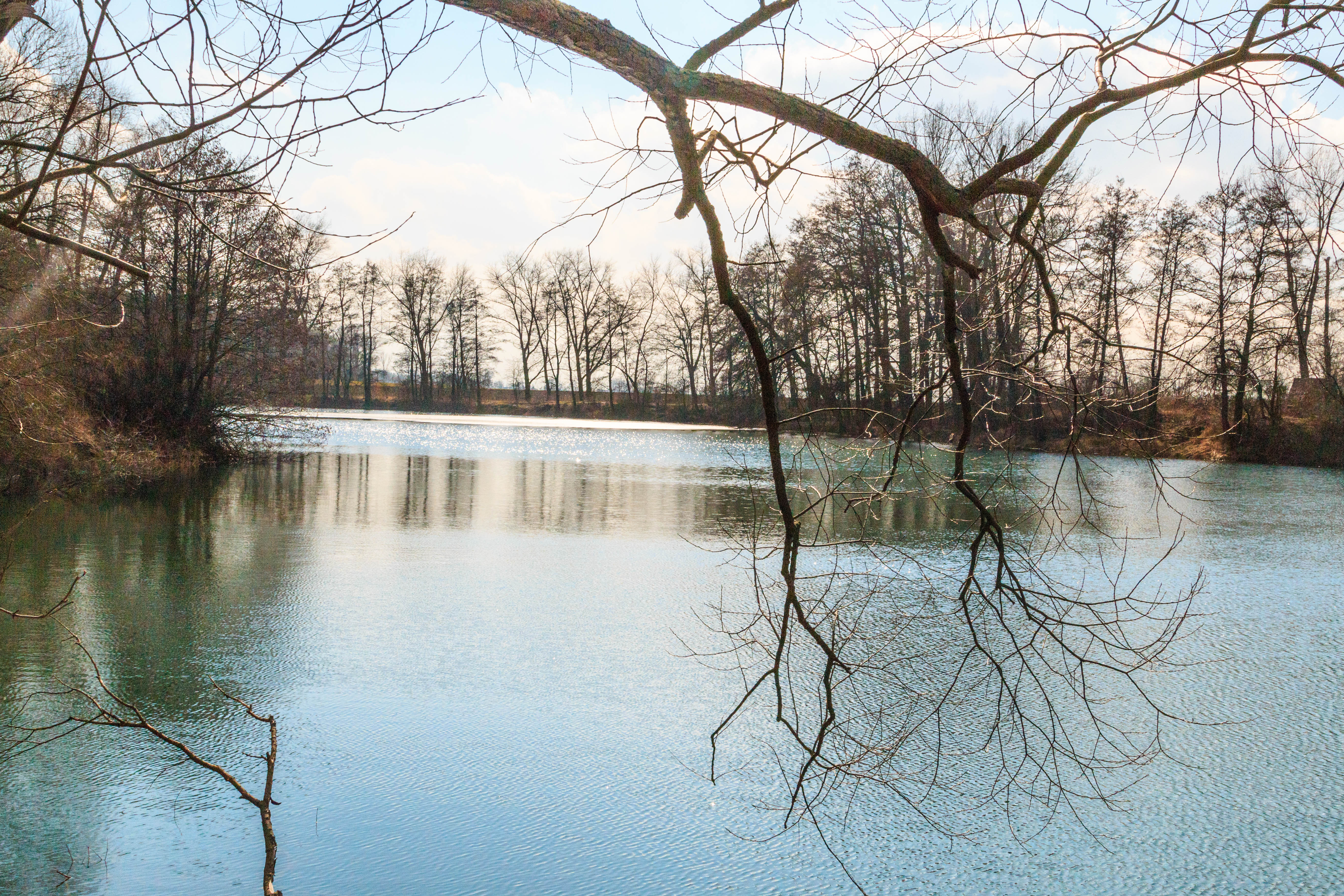
pohledy na Plačický písník
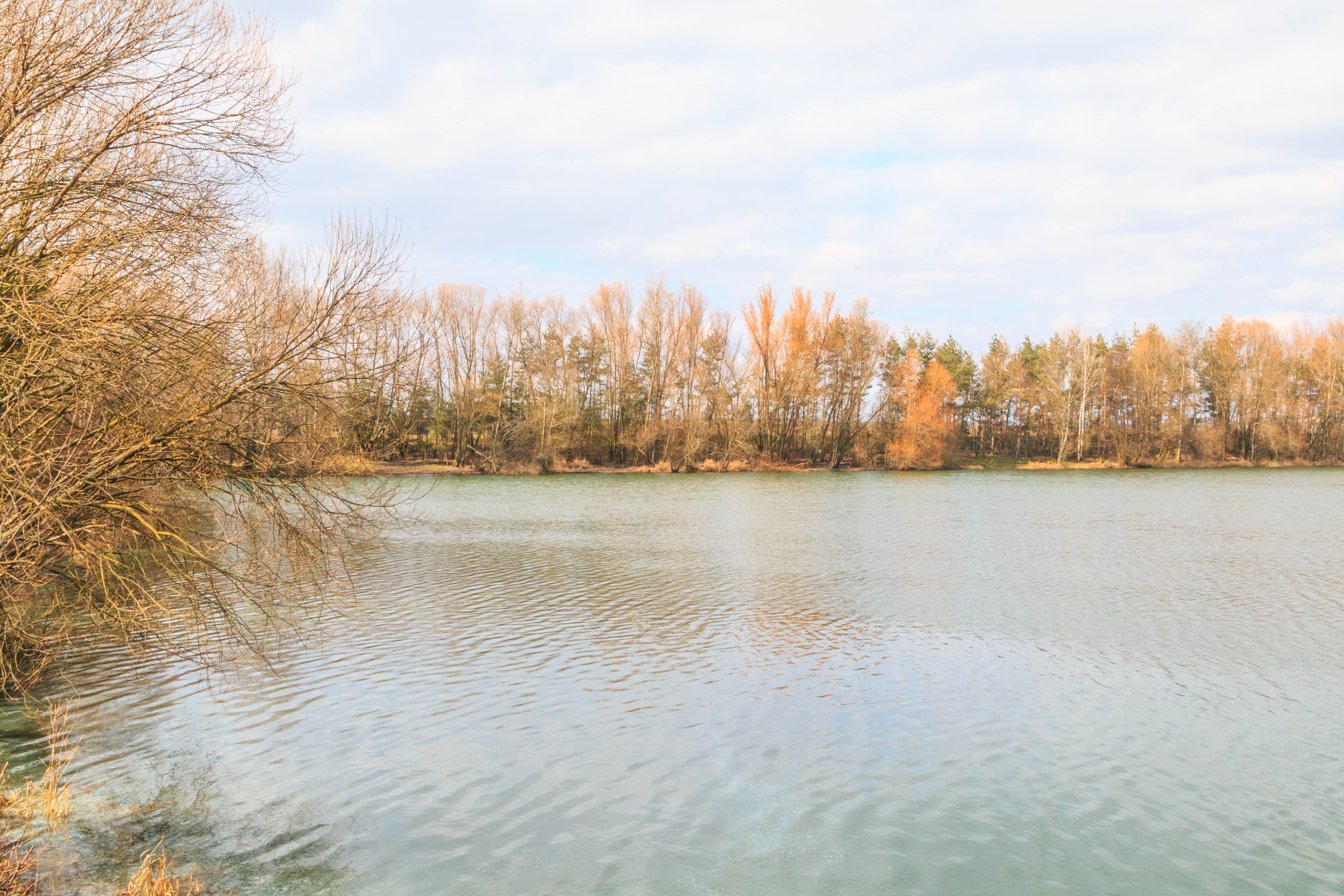
pohledy na Plačický písník
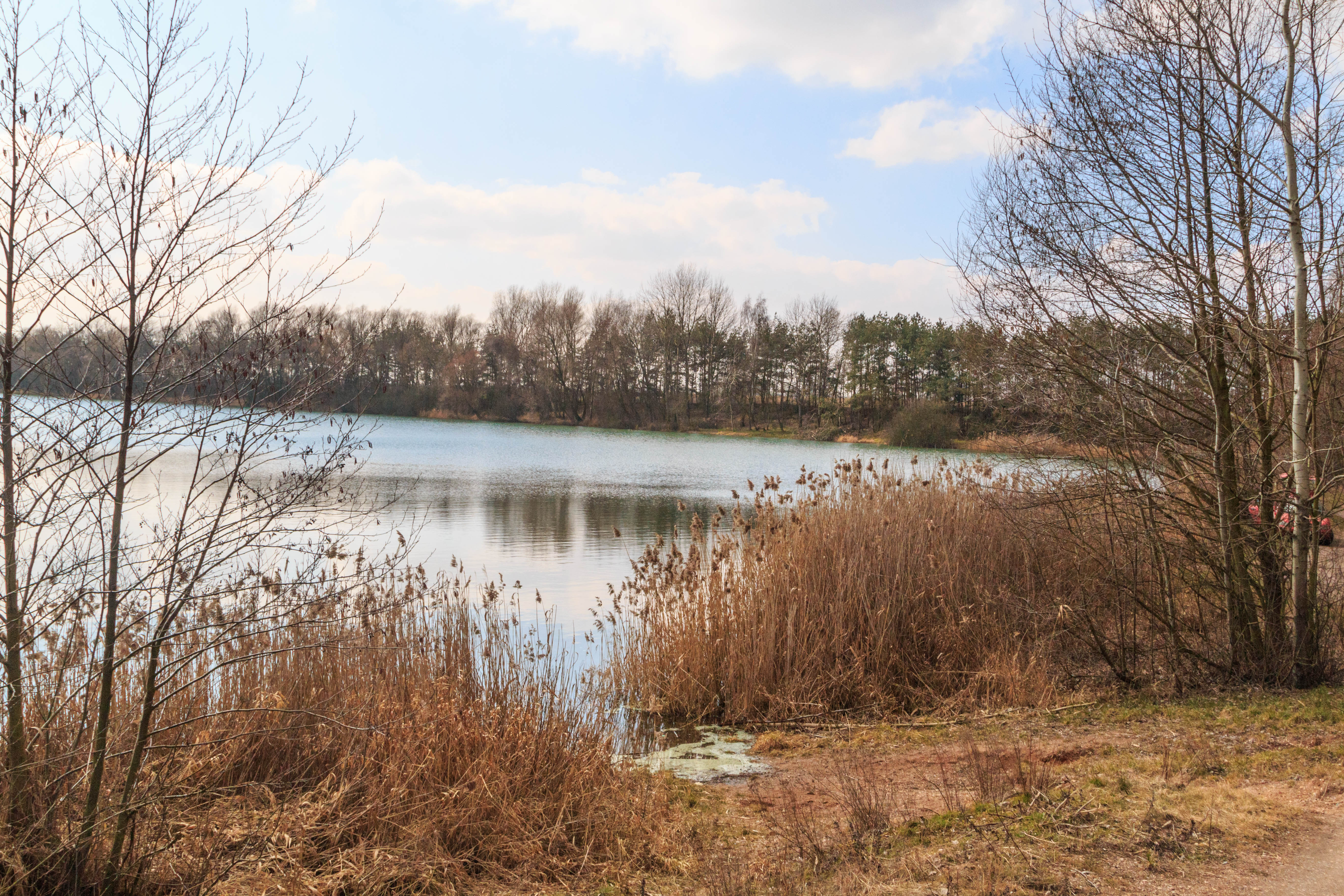
pohledy na Plačický písník